# Carnota (Alenquer)
Carnota ist eine Gemeinde (Freguesia) im portugiesischen Kreis Alenquer. In ihr leben 1565 Einwohner (Stand 19. April 2021).